# Heinrich Friedrich von Baudissin
Heinrich Friedrich von Baudissin  (* 1. Dezember 1753 in Dresden; † 17. Mai 1818 in Kiel) war Reichsgraf und dänischer Botschafter in Berlin.

## Leben
Er war Erbherr von Rixdorf, Tram, Tresdorf, Knoop, Pronstorf, Uhlenhorst und Neu Nordsee. 1777 wurde er dänischer Kammerherr.
Er war zuerst als Deputierter der Deutschen Kanzlei in Kopenhagen tätig. Im November 1784 wurde er als dänischer Botschafter in Berlin akkreditiert. Er blieb dort, bis er 1787 zurückgerufen wurde. Damit vertrat er Dänemark unter zwei preußischen Königen: Friedrich II. und Friedrich Wilhelm II. Nachdem er nach seinem Rückruf die Diplomatentätigkeit aufgab, ließ er sich mit seiner Familie dauerhaft auf Gut Knoop nieder. Seine Ehefrau sammelte dort einen Dichter- und Gelehrtenkreis um sich; ein freies Gegenstück zum Emkendorfer Kreis.
1790 wurde er Ritter des Dannebrogordens. 1809 wurde er noch Geheimer Konferenzrat.

## Familie
Sein Vater war der kursächsische General Heinrich Christoph von Baudissin (1709–1786) und dieser erhielt den Reichsgrafenstand. Seine Mutter war die Gräfin Susanna Magdalena Elisabeth von Zinzendorf und Pottendorf (1723–1785). Heinrich Friedrich, älterer Bruder des Carl Ludwig von Baudissin, heiratete die Schriftstellerin Caroline von Schimmelmann (1759–1826). Ihr Vater war der reiche Kaufmann Heinrich Carl von Schimmelmann. Dieser kaufte das Gut Knoop, das dem hochverschuldeten Grafen gehörte, und gab es seiner Tochter als Mitgift in die Ehe. Das Paar hatte folgende Kinder:
- Elisabeth Caroline Henriette (* 26. Juni 1777; † 19. Dezember 1864) ⚭ Jens Peter Neergaard (* 7. Dezember 1764; † 7. Januar 1848)
- Sophie Anna (* 20. Dezember 1778; † 22. Dezember 1853) ⚭ Generalmajor Heinrich von Reventlow (* 30. September 1763; † 31. Januar 1848), Eltern von Friedrich von Reventlou
- Wolf Heinrich Ludwig, starb jung
- Wolf Heinrich Ludwig, starb jung
- Magdalene Caroline Josephine, starb jung
- Friederike Juliane (* 9. Januar 1784; † 15. März 1836) ⚭ Wolf Heinrich Friedrich Karl von Baudissin (* 30. Januar 1789; † 4. April 1878)
- Amalie Friederike, starb jung
- Friedrich Carl (* 4. November 1786; † 26. März 1866) ⚭ Maria Therese Freiin von Mylius (* 28. März 1794; † 17. April 1880), Tochter von Anton Ulrich von Mylius[2] – Eltern von Eduard von Baudissin
- Charlotte Louise Josephine (* 27. Januar 1788; † 13. Februar 1830) ⚭ Graf Magnus Karl von Bernstorff (* 13. Juni 1781; † 8. Dezember 1836)
- Christian Carl (* 4. März 1790; † 9. April 1868) ⚭  Henriette Kuniger (* 6. Januar 1788; † 4. April 1864) – 13 Kinder, darunter Wolf Friedrich Ottomar
- Joseph Franz Christian (* 9. Januar 1797; † 5. April 1871) ⚭ Julia Friederike Josephina von Reventlow (* 21. August 1798; † 3. Juli 1881), auf Projensdorf (bis 1838) und Gut Borstel (ab 1840) – Eltern von Adalbert Heinrich Friedrich, Traugott und Nikolaus von Baudissin